# Sun Arena
Sun Arena (jap. サンアリーナ San Arīna) – hala sportowa położona w Ise w prefekturze Mie, w Japonii. Cały obiekt zajmuje powierzchnię 24 300 m². Arena była gospodarzem Mistrzostw Świata w Gimnastyce Artystycznej 2009.
Pojemność głównej areny wynosi 11 tys. osób, areny bocznej 3 tys. osób. Obiekt posiada także międzynarodową salę konferencyjną mogącą pomieścić 125 osób.